# Candide Thovex
Candide Thovex (Annecy, 22 de mayo de 1982) es un deportista francés que compitió en esquí acrobático. Consiguió tres medallas de oro en los X Games de Invierno.

## Medallero internacional
| \| X Games de Invierno \| X Games de Invierno \| X Games de Invierno \| X Games de Invierno \| \| Año \| Lugar \| Medalla \| Prueba \| \| ------------------- \| --------------------------- \| ------------------- \| ------------------- \| \| 2000 \| Mount Snow (Estados Unidos) \| Medalla de oro \| Big air \| \| 2003 \| Aspen (Estados Unidos) \| Medalla de oro \| Superpipe \| \| 2007 \| Aspen (Estados Unidos) \| Medalla de oro \| Slopestyle \| |                             |                |            |
| X Games de Invierno |                             |                |            |
| Año | Lugar                       | Medalla        | Prueba     |
| 2000 | Mount Snow (Estados Unidos) | Medalla de oro | Big air    |
| 2003 | Aspen (Estados Unidos)      | Medalla de oro | Superpipe  |
| 2007 | Aspen (Estados Unidos)      | Medalla de oro | Slopestyle |